# Live from Austin, TX 84
| Críticas profissionais | Críticas profissionais |
| Avaliações da crítica  | Avaliações da crítica  |
| Fonte                  | Avaliação              |
| ---------------------- | ---------------------- |
| AllMusic               | [ 1 ]                  |

Live from Austin, TX '84 é o terceiro álbum ao vivo do guitarrista estadunidense Eric Johnson.
O álbum, lançado em 2010 em CD e DVD, traz 11 performadas ao vivo no programa Austin City Limits, em 31 de julho de 1984. Além destas 11 músicas, Eric havia tocado ainda mais seis músicas que não foram inclusas neste álbum. São elas: Emerald Eyes, I'm Tryin', Trademark, Manhattan, Trail of Tears, Victory.
Este álbum não deve ser confundido com o álbum Live from Austin, TX, lançado em 2005, uma vez que este (lançado em 2005) retrata o show ocorrido no mesmo programa, porém no ano de 1988.

## Faixas do CD/DVD
| N.º            | Título                    | Compositor(es)              | Duração |  |
| 1.             | "Soulful Terrain"         | Eric Johnson                | 4:20    |  |
| 2.             | "Friends"                 | Eric Johnson                | 5:23    |  |
| 3.             | "All I Need"              | Eric Johnson                | 4:07    |  |
| 4.             | "Song for Life"           | Eric Johnson                | 2:37    |  |
| 5.             | "April Come She Will"     | Paul Simon                  | 2:29    |  |
| 6.             | "Tribute to Jerry Reed"   | Eric Johnson                | 1:36    |  |
| 7.             | "I'm Finding You"         | Eric Johnson                | 4:10    |  |
| 8.             | "Cliffs of Dover"         | Eric Johnson                | 4:53    |  |
| 9.             | "Down Here on the Ground" | Gale Garnett, Lalo Schifrin | 3:52    |  |
| 10.            | "Bristol Shores"          | Eric Johnson                | 6:16    |  |
| 11.            | "Spanish Castle Magic"    | Jimi Hendrix                | 4:54    |  |
| Duração total: | Duração total:            | Duração total:              | 48:30   |  |

## Músicos
- Eric Johnson - guitarras, violão, vocais.
- Rob Alexander - Baixo, Back-vocals
- Steve Meador -  baterias